# Сенхинолы

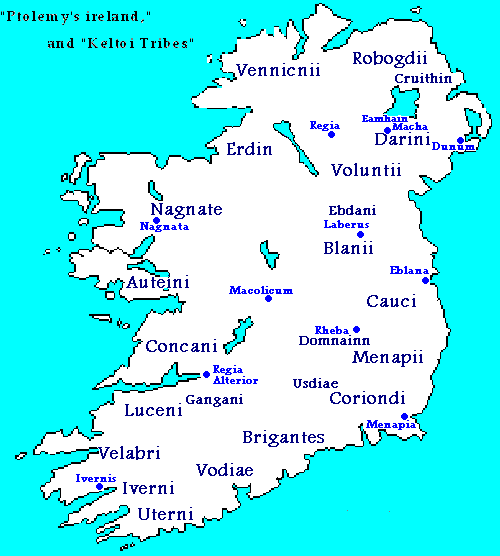
Население древней Ирландии согласно карте Птолемея

Сенхинолы (ирл. Senchineoil) — название предположительно докельтской народности, обитавшей в центральной и восточной частях современного графства Голуэй, а также на юге графства Роскоммон.
Senchineoil (sen = «старый»; cenél = «люди»/«племя»/«род»), также «люди долины старых племён» (fir Muigi Sein-chineol) обитали на территории, покорённой в V в. н. э. племенем Уи Майне (en:Uí Maine). В ирландских генеалогических трактатах они причислялись к aithechtuatha (несвободным, буквально «холопским» племенам); наряду с Дельбна, Катрайге и Дал н-Друйтне они считались потомками Фир Болг. О них пишется:
Senchineal senchláir Soghain

Do shínsiod tar Suca sair

Go ttainig ar Dealbhna Delbhaoith,

Feardha na daghlaoich mar dhaigh.
«Старые племена с древней равнины согайн / простирались на восток через (реку) Сак / и достигали территории племени дельбна (en:Delbhna), (потомков) Делбаэта (Dealbhaoth); мужественны эти герои, как огонь».